# Bogdan Szyber och Carina Reich

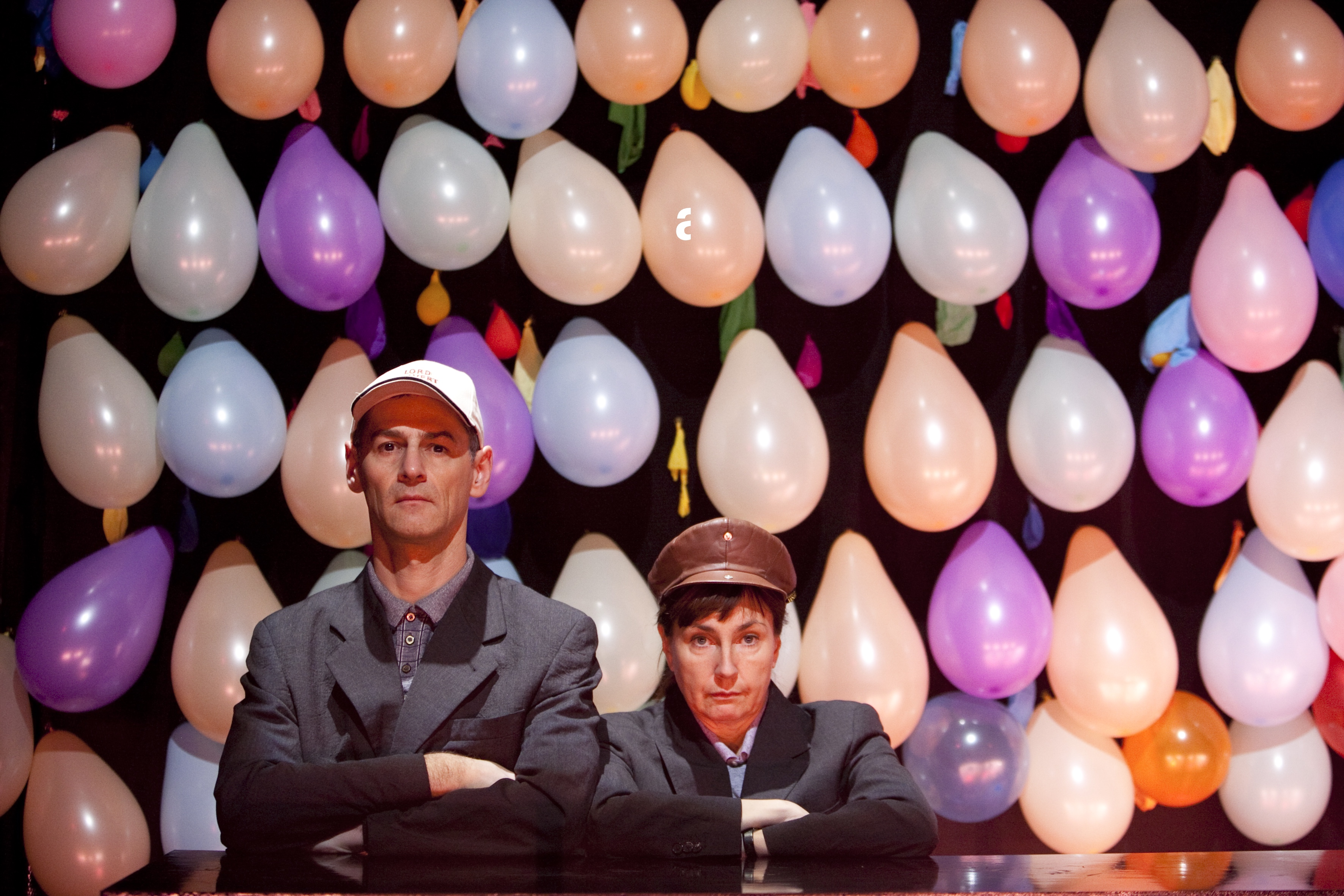
Bogdan Szyber och Carina Reich, framför scenen av Unknown Pleasures, Kulturhuset Stockholm, 2009.

Bogdan och Carina är en konstnärsduo bestående av Bogdan Szyber (född 20 oktober 1958 i Zabrze i Polen), och Carina Reich (född 4 oktober 1958 i Ramnäs), som har arbetat ihop med olika hybridformer inom scen- och bildkonst sedan 1983.
Deras konstnärskap sträcker sig från platsspecifika verk på vattentorn, nedlagda skeppsvarv, sightseeingbåtar och fyrar, över iscensättningar på scenkonstinstitutioner av dans, musikdramatik och teater, till uppläsning av romantisk 1800-tals-poesi för husdjur på den svenska landsbygden. Genomgående för deras gestaltningar är en stark visuell form samt en utforskande och genreöverskridande arbetsmetodik.
De har ett förflutet inom performance och platsspecifik konst , skapat tåspetsbaletter för Kungliga Operan ihop med death metalgruppen Entombed, film med Jonas Åkerlund och radioteater med Stina Nordenstam. Dagliga Stadsritualer med tusentals deltagare över hela Sverige såväl som engelska barn inlagda i gelé (enligt Londons Time Out ”The best site-specific production of 1996”), installationer med spottande skyltdockor på NK såväl som ljudverk på sightseeingbåtar på Themsen. Deras blandformade inriktning präglas av det personliga och oförutsedda.
Lördagen 25 augusti 2012 arrangerade de genom det fiktiva företaget Persondesign en uppmärksammad "Tiggarlördag" i Stockholm..
Båda genomgått en doktorandutbildning på scenkonstfakulteten på Stockholms Konstnärliga Högskola.

## Konstnärlig inriktning

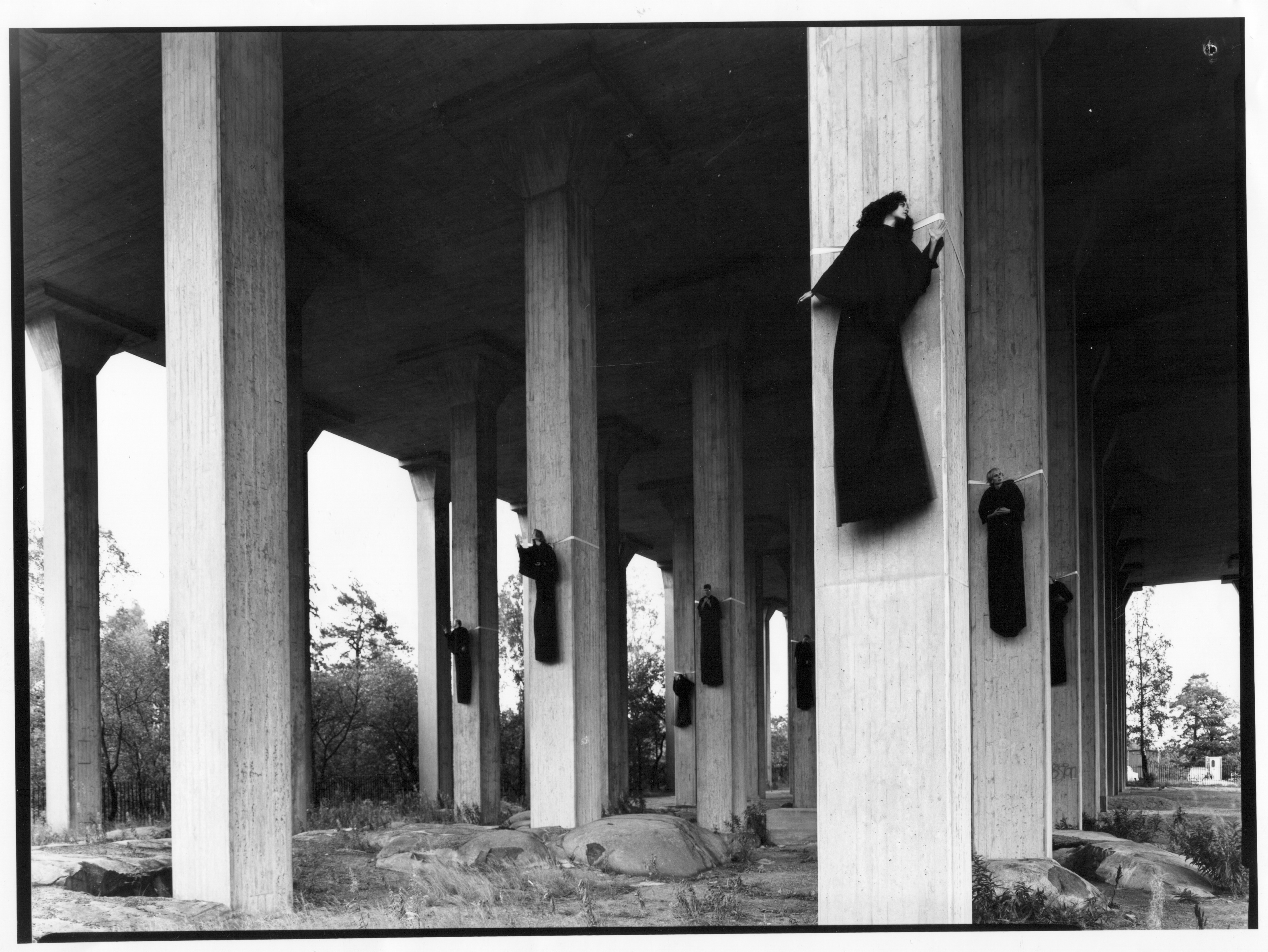
Beautiful Sadness, Uggleviksreservoaren, Lilljansskogen, 1989

Reich/Szybers uppsättningar kan bäst beskrivas som mobila rumsliga arrangemang där det narrativa förloppet underordnas arkitektoniska och kompositionerna vertikaler. Det verkningsfullaste redskapet Reich/Szyber använder sig av i syfte att överskrida den traditionella koreografin är att ge produktionerna en tydlig installationskaraktär. Huvudsakligen karaktäriseras deras arbeten också av begäret att tvinga dansen att helt försvinna in i scenografin eller att uppgå i konstobjektet. I föreställningen En Vinterdröm tvingas åskådaren handgripligen in i den traditionella passiva rollen som betraktare av en illusorisk värld, där den teatrala konstruktionen är dominerande samtidigt som den dekonstrueras och ifrågasätts.

## Regi i urval

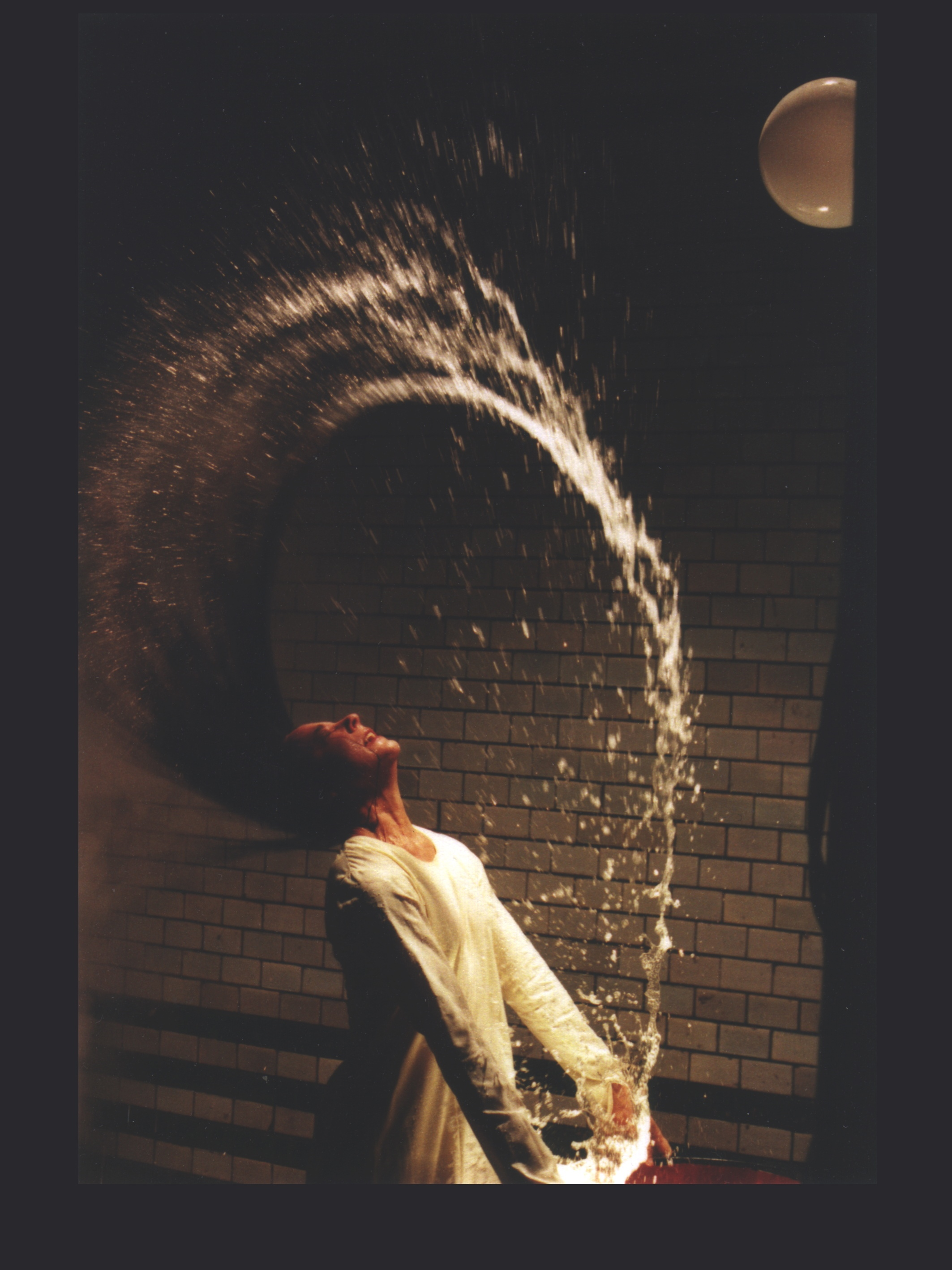
Cecilia Roos i kortfilmen "The Hidden", 1996

### The Hidden (1995,1999)
The Hidden, framförd på Moderna museet i november '95. Även framförd på Björkanderska magasinet i Visby hamn i o m Den Baltiska Dans – och Performancefestivalen juli 1999; med 25 dansare på Sergels torg, den 15 oktober 1999, i.o.m. Kulturhusets 25-årsjubileum, samt med 16 på Stora torget i Uppsala, den 23 oktober 1999
// The Hidden, Moderna museet i november '95; filmatiserad tillsammans med videoregissören Jonas Åkerlund oktober '96, biopremiär på Filmstaden Söder (SF), som förfilm till skräckfilmen Scream från och med augusti 1997. The Hidden hade även en föreställning på Stora torget i Sundsvall, där den blev anklagad för "ogudaktiga ockultism" av Livets Ord och andra religiösa grupper.

### Unreal Estate (2002)
Unreal Estate, ett beställningsverk från Kungliga Operan med premiär 15 februari 2002 med Reich+Szyber som koreografi, scenografi och kostym. Death Metalgruppen Entombed medverkade i orkesterdiket på Kungliga Operan, integrerad i den klassiska balettens värld. Ett 42 min långt stycke som beskrivs som både spännande och brutalt.

### Mozarts Requiem (2008)
Mozarts requiem, beställningsverk av Göteborgsoperans balett. Premiär 20 september 2008. En utgångspunkt är att Mozarts död mitt i skapandet av denna katolska dödsmässa. En annan inspiration är hämtad från den mytomspunna Shakerrörelsen, en puritansk religiös sekt från 1700-talet. 18 dansare, 43 korister, fyra solister, en gossopran och hela orkestern. Manus, regi, scenografi, kostym. Koreografi Jorma Elo. Dirigent Henrik Schaefer. Verket vävar ihop flera element för att varsamt skapa ett verk som av tyngd och som en lovsång till livet och döden.

### Unknown Pleasures (2009)
Detta är den tredje delen av Reich + Szybers Melankoliska Trilogi. Föreställningen framkallar bilden av ett övergivet tivoli; en sorglig, överflödig nöjespark i nattens mörker. Genom dansteg, kostym och musik bildas ett skådespel med mycket humor. Premiär november 2009 Pusterviksteatern, Göteborg. Spelningar & turné: Kulturhuset & Orionteatern, Stockholm; NorrlandsOperan, Umeå; Gävle Teater; Dansstationen, Malmö; Dunkers Kulturhus, Helsingborg; Jönköping Teater; Varberg Teater; Konserthusteatern, Karlskrona; Sagateatern, Linköping; Västerås Konserthus.

### Tiggarlördag (2012)
Genom det fiktiva företaget Persondesign, som öppnades den 1 juli, skulle detta konstprojekt lyfta frågan om en persons möte med tiggare och människan i sig. Idén var att ta bort skamstämpeln från tiggeriet och göra det till ett jobb och också ge företaget en vinst. Medarbetarna till Tiggarlördagen fick en lön på 100 kr i timmen och plakat där det framkom vad de tiggde för, som vinterjackor och utlands resor. Efter Tiggarlördagen så kom det fram till att de som tiggde för mer konkreta sakerna , såsom tandläkarbesök och jackor fick in mer pengar än de som tiggde för "överlevnad".

### "...and it’s gone" – Det Försvunna Ögonblickets Arkiv (2017)
En interaktiv ljudinstallation om scenkonstens flyktiga och ogripbara natur; Scenkonstmuseet, Stockholm, 11 februari - 10 september 2017. Vinnare av priset för Sveriges Bästa Museiutställning 2017.

### Ship of Fools (2019)
Ship of Fools, beställningsverk av Göteborgs Stadsteater. Premiär 26 april 2019. Ship of Fools - utgår från fabeln om Narrskeppet – dårarnas skuta, med en inkompetent, full och förvirrad kapten och en besättning av panikslagna dårar som driver mot förgängelsen som visar på planetens kollaps och människorna som styr den.
Med Marie Delleskogs klassiska berättar röst och olika typer av verktyg såsom mungigor, basebollträn, vattenbaljor och vindmaskiner skapar en föreställning bestående av ljudeffekter och kuriosa.

### Hoffmans äventyr (2022)
Baserad utefter Jacques Offenbach operett med samma namn. Les contes d’Hoffmann (Hoffmanns äventyr) opera föreställning premierade på Nordlandsoperan den 29 oktober 2022. Föreställningen blandade en diversifierad rekvisita med den franska operettan för att göra en unik dramatisk upplevelse. Utöver regin så gjordes också kostymdesignen och scenografin av Bogdan Szyber och Carina Reich.

### Nattlig resa (2023)
En performance föreställning som sker ute på en båt i skärgården. Med sig på skärgårdsföreställningen får du uppleva en inre resa, av vad det innebär att vara levande. Med hjälp av en audio inspelning där Krister Henriksson berättar om vattnets mystik och mörker. Texten av denna berättelse är skapad av Björner Torsson, som i sitt liv var både poet och arkitekturforskare. 
Denna performance föreställning som sker på det mörka vattnet har utförts i Stockholm skärgård 2000, Londons Themsen 2001. Föreställningen hade även en återinföring 2023 i Stockholms, och Karlskrona skärgård. I Stockholm var uppsättningen med i Fringe festivalen och vann festivalens Grand Prix pris . I Karlskrona så var föreställningen med som en del av Karlskrona Världsarvsfestival 2023.

### Tre Kaffe i Gullaskruv (2023)
Tre Kaffe i Gullaskruv var en föreställning som utspelades på plats i folkhemmet i Gullaskruv. I föreställningen följer man det lilla lantliga samhället, där en fiktiv dystopisk framtid blandas med komedi, drama och fika. Vilket skapar en upplevelse av, och en insikt hur landskapens attraktivitet och överlevnad kan ske i framtiden. Projektet var ett samarbete mellan Reich+Szyber och Samhällsföreningen i Gullaskruv som utgjorde både publik och skådespelare,.

### Mr Gloom (2024)
Ett originellt performance verk, Mr. Gloom är en föreställning som visar på ett nordiskt vintermörker. Med både musik, poesi och bildkonst så återspeglas både våra mänskliga orsaker för depression och skildrar därmed hur årstids skiftet visar på människans inre mörker. I verket berättas även fakta från forskningsverk såsom ”the worst journey in the world”, av Apsley Cherry-Garrard. Allt detta sker både i en barsalong, samt scenyta. Där nyskapade drinkar såsom ”The Nihilist Penguin” kan serveras.

## En verkförteckning i urval

### Performance
- 1984 Stranded, Plaza & Teater Shahrazad, Stockholm
- 1985-1987 Eaten by men,  galleri BarBar, Moderna Dansteatern, Kulturhusets terrass i Stockholm, Charlottenborgs konstmuseum, Köpenhamn samt 1990 Centre Culturel Suédois, Paris och S:t Pauli Theater, Hamburg
- 1986 Absoluter geist, Kilen, Kulturhuset, Stockholm
- 1990 Falcon crest, Moderna Dansteatern, Stockholm.
- 1990 Poesi för kreaturen, Gotland. Reich och Szyber läste romantisk 1800-talspoesi för kor, gäss, ankor, får och katter.
- 1990 Konstruktion för trängsel, Moderna Dansteatern, Stockholm
- 1991 Drowning piece, Moderna Dansteatern, mars 1992 Moderna Museet, Stockholm
- 1992 Den gudomliga komedin, Liljevalchs konsthall, Stockholm
- 1992 En vinterdröm, Kungliga Teaterns balettkår, Moderna Dansteatern, Stockholm
- 1993 Andlig spis, Liljevalchs konsthall, Stockholm
- 1993 Jag dör för dig, Dansens hus, Stockholm
- 1993 Reich/Szyber & Lucky people center, Dansens Hus, Stockholm
- 1994 Inlagd teater, Riksteatern, Hallunda
- 1996 Kaffe med dopp, Riksteatern, Moderna Dansteatern & Stockholms universitet
- 2005 Floral transformations, Nobelmiddag, Blå Hallen, Stockholms stadshus.
- 2010 VOX - En Konstnärligt Vetenskaplig Undersökning och Betraktelse över den Mänskliga Röstens Faktiska och Drömda Yttringar, Norrlandsoperan, Umeå
- 2011 Ode to the 80ies, Moderna museet, Stockholm
- 2012 Tiggarlördagen, Stockholm
- 2013 Never mind the fairy tales / Не заморачивайся сказками, Brest, Vitryssland
- 2023 Tre Kaffe i Gullaskruv, Folkhemmet, Gullaskruv
- 2024 Fool's Errand: an Alchemical Sonata, Konträr, Stockholm
- 2024 Mr Gloom, The Great Exhibition / PJADAD, Stockholm

### Site-specifics
- 1985 Svartsoppa, Storkyrkobadet, Stockholm
- 1986 Yrsel, skyddsrum i Katarinaberget, Björns trädgård, Stockholm.
- 1989 Beautiful sadness, Uggleviksreservoaren (ett vattentorn)
- 1991 Svetshall II,föreställning, Finnboda varv, Nacka
- 1992, 1993 Never mind the fairytales Wanås slottspark, Skåne samt Palac Ujazdowski (Moderna Museet), Warszawa
- 1993 III, Blekinge läns museum/Bomässan, Karlskrona  (Reich)
- 1993 Birger jarls fontän, Birger Jarls torg, Riddarholmen, Stockholm
- 1994 Poseidons dröm, Bältesspännarparken, Göteborg
- 1995,1999 The Hidden, Moderna museet Även framförd på Björkanderska magasinet i Visby hamn
- 1996 Visions of earthly paradise, S:t Peters Church, London International Festival of Theater
- 1996,1998 Stadsritualen, Kulturhusets fasad/Sergels torg
- 1997 Modem, ett solodansverk/levande fontän på varuhuset NK
- 1997,1998 In praise of solitude, Snape Maltings Concert Hall, Suffolk, England. Även framfört Göteborgs Dans & Teaterfestival augusti 1998, samt Kungsträdgården i Stockholm.
- 1999,2000 Milleniumprojektet, ritualer/föreställningar/utställningar på 11 orter runtom i Sverige; i Helsingborg, Karlskrona, Arvika, Norrköping, Eskilstuna, Visby, Köping, Sundsvall, Umeå, Vilhelmina och Haparanda; varje dag kl. 12.00 fr.o.m. 1 januari 1999 till 1 januari 2000.
- 2000-2001 Nattvakten, I fem städer runt om i landet uppförs ett antal nattvandringar, –en sightseeingbåt på Stockholms ström, Uddevalla-kommunhuset/f.d. Uddevallavarvets huvudkontor, Karlskrona-fyren God natt, Umeå-Rådhustorget, Sundsvall-Stora torget.
- 2023 Nattlig resa, Stockholm, Karlskrona

### Installationer/utställnigar
- 1986 Scenografiska landskap, Gamla rådhuset, Strängnäs
- 1987 Tvätta henne!, installation i.o.m. utställningen "Konstföreställningar", Kulturhuset, Stockholm
- 1998 A perfect conversation, NK:s skyltfönster, 1998, i.o.m. K ’98as samlingsutställning Insyn.
- 1992,1993 Ecco homo, Liljevalchs konsthall samt Lunds konsthall, Jönköpings museum, Magasin 141 i Göteborg och ett antal konsthallar i Sverige och Finland i.o.m. vandringsutställningen "Kejsarens nya kläder" under 1993
- 1994 Gerillafilm & stilleben, Moderna Museet
- 1996 Sopmuseet, Riksutställningar 1996 (Szyber)
- 1996 Sjöboden, Blekinge läns museum/Kvinnomässan, Karlskrona, Vattenfestivalen Stockholm, (Reich)
- 1996 Ju större huvud desto större huvudvärk, Gotlands Länsmuseum (Szyber)
- 1996 Kärlekens önskebrunn, Färgfabriken
- 1997 Drömmen om paradiset,  Kristianopels kyrkogård i samlingsutställningen "Pilgrimsvandring". (Reich).
- 1997 Staten & kapitalet, Ängvards salong, Vamlingbo, Gotland.
- 2005 Silent companions - ögonblicksbilder ur 25 års scenisk produktion, Karlskrona Konsthall.
- 2017 and it’s gone – Det försvunna ögonblickets arkiv, Scenkonstmuseet, Stockholm
- 2017 MoAR – Museum of Artistic Research, Barockhallen, Historiska museet, Stockholm

### Koreografi på institutioner
- 1995 Vigseln, Dramatens Lilla scen, (Szyber)
- 1995 Bländverk, Dramatens Stora scen, (Reich)
- 1995 Cyrano de Bergerac, Oscarsteatern, (Reich)

### Scenproduktioner,egna samt på institutioner
- 1984 -1990 X & Y, den grå vardagens bastarder,  galleri BarBar, Kulturhuset Stockholm, Charlottenborgs konstmuseum, Köpenhamn, Centre Culturel Suedois, Cafe de la danse i.o.m. 2eme Concours International de Mimographie Paris, S:t Pauli Theater, Hamburg samt Auckland International Comedy Festival, Nya Zeeland
- 1988 Korv, nattklubben Lido, Stockholm
- 1989 Tysta män, tysta kvinnor, Moderna Dansteatern, Stockholm.
- 1997 På begäran; Riksteatern
- 2002 Unreal Estate, med Death Metalgruppen Entombed i orkesterdiket på Kungliga Operan, Stockholm
- 2002 Slave to the rythm, Gustav Adolfs Torg.
- 2003,2004,2005 Dying for love, Fondacau Gulbenkian, Lissabon. Även spelad på Dansens hus, samt på den nordportugisiska festivalen Orfeão de Leiria
- 2004 Orfeus i underjorden, en opera av Jaques Offenbach. Folkoperan, Stockholm.
- 2006,2007,2008 Haunted dancehall,  Orionteatern, Helsingborg till Luleå Även turné till Ludwigsburger Schlossfestspiele i Tyskland.
- 2007 Demonernas port, Hipp/Malmö Dramatiska Teater
- 2008 Music for a darkened theatre, del 2 i ”The Melancholy Cycle”. Södra teatern, och Pusterviksteatern, Göteborg.
- 2008 Mozarts requiem, Göteborgsoperan.
- 2010 Eaten by Men, Alexandria, Egypten. Nantes, Frankrike. Stockholm, Sverige.
- 2011 Wozzeck, Norrlandsoperan, Umeå, Luleå, Haparanda, Pitea, Sundsvall, Östersund and Sollefteå.
- 2012 Fem kända musiker döda i seriekrock, Dramaten, Stockholm
- 2016 Staden Mahagonnys uppgång och fall, Norrlandsoperan, Umeå
- 2019 Ship of Fools, Barockhallen, Göteborgs Stadsteater, Göteborg
- 2022 Hoffmanns Äventyr, Norrlandsoperan, Umeå

### Radioteater
- 2003 Isens fasor, ett hörstycke för Sveriges radio/Radioteatern för och med Stina Nordenstam, som även stod för musiken.

### Film och TV
- 1995,1996 The Hidden, Moderna museet; och biopremiär på Filmstaden Söder (SF)
- 1997 Till våren, TV-programmet "Nike"
- 2005 Amour fou, Göteborgs Film Festival.
- 2012 Eat the Egg Youtube[31]
- 2015 HÄMNDENS ANATOMI, DocuWest International Film Festival, Denver, USA, ReelHeART, Toronto, Canada, Klarabiografen, Kulturhuset, Stockholm